# Lutz Förster
Lutz Förster (geboren 2. Januar 1953 in Solingen) ist ein deutscher Balletttänzer und Tanzpädagoge.

## Leben
Förster erhielt seine Tanzausbildung an der Folkwang Hochschule in Essen, unter anderem bei Hans Züllig und Jean Cébron. Bis 1978 war Förster Mitglied des Folkwang Tanzstudios, danach wechselte er zu Pina Bauschs Tanztheater Wuppertal, wo er bereits seit 1975 tanzte. Von April 2013 bis 2016 hatte er die künstlerische Leitung inne.
In der Spielzeit 1981/1982 und 1984 bis 1986 arbeitete Förster in New York City, hauptsächlich bei der Dance Company von José Limón, und tanzte dort unter anderem in Choreographien von Limón, Anna Sokolow und Meredith Monk.
Neben seiner Arbeit in Wuppertal arbeitete er auch frei mit Robert Wilson in Produktionen für die Mailänder Scala sowie 1988 in Cosmopolitan Greetings an der Hamburgischen Staatsoper.
Förster ist seit 1991 Professor für Zeitgenössischen Tanz und Beauftragter für den Studiengang Tanz an der Folkwang Universität der Künste. Er ließ die Lehrtätigkeit während der Zeit seiner künstlerischen Leitung des Tanztheaters Wuppertal Pina Bausch von 2013 bis zum Sommer 2016 ruhen.
In besonderer Erinnerung beim Publikum geblieben ist sein Auftritt im Stück Nelken, in dem er das Lied »The Man I Love«, gesungen von Sophie Tucker, mit der Gebärdensprache für Gehörlose begleitet. Seit dem Spring Dance Festival 2008 in Utrecht gastiert er mit seinem biographischen Solostück „Portrait of a Dancer“ auf internationalen Bühnen, in dem er auch seine Beziehung zu Pina Bausch darstellt.

## Auszeichnung
- 2015: Positano Premia la danza – Léonide Massine für sein Lebenswerk [2]
- 2023: Deutscher Tanzpreis (zusammen mit Malou Airaudo, Jo Ann Endicott und Dominique Mercy)[5]

## Schriften (Auswahl)
- Folkwang Tanz = Folkwang Dance. Hrsg. Folkwang-Hochschule Essen.
- Lutz Förster. tanz dok. GI, Lyon 2000.